# Unru
Unru ist eine Black-Metal-/Crustcore-Band aus Bielefeld.

## Geschichte
Die Band wurde im Jahre 2012 unter einem nicht bekannten, anderen Namen gegründet. Zur Anfangsbesetzung gehörten der Sänger A., der Bassist T. und der Schlagzeuger H., wobei die letzteren beiden zuvor schon in einer anderen Band spielten. Nachdem der ursprüngliche Gitarrist die Band verlassen hatte, wurde er durch S. ersetzt. Die Band änderte daraufhin ihren Namen in Unru und steht in enger Verbindung mit dem Bielefelder AJZ. Der Bandname Unru steht sowohl für Unruhe im medizinischen Sinne, als auch für das Unruh als Bauteil eines mechanischen Uhrwerkes. Dabei steht das Unruh als Metapher dafür, dass der Mensch unfähig ist, aus den Grenzen seiner Ängste, Süchte und Zwänge zu fliehen.
Ein Jahr nach der Gründung veröffentlichte Unru das Demo Demo MMXIII. Es folgten Split-Singles mit den Bands Sun Worship und Paramnesia sowie die eigene Single The Final Bloodbath. Schließlich wurde Unru von Supreme Chaos Records unter Vertrag genommen und veröffentlichte im März 2016 ihr Debütalbum Als Tier ist der Mensch nichts. Der Albumtitel bezieht sich auf die anthropologische Feststellung, dass Menschen Mängelwesen sind. Neugeborene seien ohne jede Möglichkeit, für sich selbst zu sorgen und es dauere ein Jahr, bis der Mensch überhaupt laufen könne. Im März 2022 folgte das zweite Studioalbum Die Wiederkehr des Verdrängten.

## Stil und Ideologie
Unru begann zunächst als D-Beat-Band und mischte später noch Elemente des Black Metal und des Crustcore in ihre Musik. Dabei geht die Band unkonventionelle Wege, da den Musikern Tradition, Identität und Szene nichts bedeuten. Zudem wäre es laut dem Bassisten T. „unlogisch, Probleme und Krisen mit schematisch gewöhnlicher Musik aufzuarbeiten“. Die Texte sind in deutscher Sprache verfasst. Mit ihrem zweiten Studioalbum Die Wiederkehr des Verdrängten wurde eine Stilkorrektur hin zum atmosphärischen Black Metal vollzogen, während die Einflüsse des Hardcore und Crust hinter sich gelassen wurden.
Das deutsche Magazin Rock Hard führte Unru zusammen mit Bands wie Thränenkind, Ancst und Serpent Eater als einen Teil der neuen Bewegung des „linken Black Metal“. Diese Bands pflegen den Gedanken Do it yourself und zeichnen sich durch Umweltbewusstsein und die klare Ablehnung von Rechtsextremismus aus. Allerdings steht die Band der Politischen Linken kritisch gegenüber. Laut Bassist T. wäre die deutsche Linke zunächst deutsch und dann erst links.

## Diskografie
- 2013: Demo MMXIII (Demo)
- 2013: Sun Worship / Unru (Split mit Sun Worship; Sick Man Getting Sick Records)
- 2014: The Final Bloodbath (Single)
- 2014: Unru / Paramnesia (Split mit Paramnesia; Les Acteurs de l’Ombre Productions)
- 2016: Als Tier ist der Mensch nichts (Album; Supreme Chaos Records)
- 2017: Unru / Tongue (Split mit Tongue; Supreme Chaos Records)
- 2022: Die Wiederkehr des Verdrängten (Album, Babylon Doom Cult Records)